# Cantone di Le Nord-Gironde
Il Cantone di Le Nord-Gironde è una divisione amministrativa dell'arrondissement di Blaye e dell'arrondissement di Libourne.
È stato costituito a seguito della riforma approvata con decreto del 20 febbraio 2014, che ha avuto attuazione dopo le elezioni dipartimentali del 2015.

## Composizione
Comprendeva inizialmente 28 comuni, ridottisi ai seguenti 26 dal 1º gennaio 2016 per effetto della fusione dei comuni di Aubie-et-Espessas, Saint-Antoine e Salignac a formare il nuovo comune di Val-de-Virvée.:
- Cavignac
- Cézac
- Civrac-de-Blaye
- Cubnezais
- Cubzac-les-Ponts
- Donnezac
- Gauriaguet
- Générac
- Laruscade
- Marcenais
- Marsas
- Périssac
- Peujard
- Saint-André-de-Cubzac
- Saint-Christoly-de-Blaye
- Saint-Genès-de-Fronsac
- Saint-Gervais
- Saint-Girons-d'Aiguevives
- Saint-Laurent-d'Arce
- Saint-Mariens
- Saint-Savin
- Saint-Vivien-de-Blaye
- Saint-Yzan-de-Soudiac
- Saugon
- Val-de-Virvée
- Virsac